# クロドヴェオ・タシナリ
クロドヴェオ・タシナリ（Clodoveo Tassinari、1912年3月9日 - 2012年1月27日）は、イタリア出身のカトリック教会神父でサレジオ会士。

## 生涯
1912年3月9日、イタリアのエミリア＝ロマーニャ州モデナ県サン・フェリーチェ・スル・パーナロで生まれる。1929年9月14日、サレジオ会にて初誓願。1930年1月27日に来日、長崎に上陸した。2月1日、宮崎サレジオ神学校に入学。1936年11月8日、司祭に叙階された。
1940年、サレジオ神学院（練馬）修練長を務め、1944年には同神学院院長。そして1946年、養護施設・東京サレジオ学園を創立、初代園長を務めた。1949年、サレジオ会日本管区長に就任（ - 1955年）。1952年には、カリタス・ジャパンの理事長となる（ - 1958年）。
管区長退任後、1956年、サレジオ神学院（調布）修練長。1959年より日向学院中・高等学校（宮崎県宮崎市）校長。1966年、東京育英工業高等専門学校校長を務めた。1969年、大分県・中津修道院院長を務め、1970年、イタリアへ帰国。
1980年、再来日。大分県・別府サレジオハウス院長、杵築教会主任を務めた。1987年、別府教会協力司祭として勤めた後、1994年、サレジオハウスへ転任。2012年1月27日 大分県別府市にて死去。100歳の誕生日を目前にして死去した日は、日本の地を初めて踏んだ日と同じ1月27日であった。

## 東京サレジオ学園開設
戦争末期、外国人が当局の監視下にある中、タシナリは、戦禍を逃れて上野駅周辺に集まる悲惨な境遇の子どもたちを目の当たりにする。その状況をヴィンチェンツォ・チマッティ管区長に訴え、戦災孤児救済事業が開始されることとなった。1946年、東京サレジオ学園が開設され、初代園長となる。

## サレジオ会日本管区長
1949年8月15日、37歳の時に、サレジオ会の日本管区長に就任（ - 1955年）。初代管区長チマッティ神父は、自分の後継者となる推薦者の選出に迷っていた。そこで4名の候補者を挙げ、決定を総会長に一任した。総会長は評議員と協議し、タシナリに日本サレジオ会の運営を託すことを決定した（チマッティ神父が補佐役となる）。6年間の任期中には、終戦の年（1945年）の7月下旬に米軍の空爆で大変な被害を受けた日向学院（宮崎市）の再建、大阪星光学院の建設や東京神学校の新築、目黒のサンタ・マリア聖堂の建設などが行われ、海外関係では、韓国にサレジオ会を設立した。

## キリシタン研究
20代半ばから30代にかけ、キリシタン研究に格別の熱意をもっていた。東京には（現在は住宅地となっているが）「キリシタン屋敷」という殉教者を思い出させる場所があり、1940年、まだ「キリシタン屋敷」の名残があった時期にキリシタン屋敷跡を訪ねて調査を行った。キリシタン屋敷の中で殉教者となったジョヴァンニ・シドッティ神父について研究し、その成果として、1941年に「殉教者シドッティ」（改訂版：2012年）を出版した。
そして、1946年には「初代日本切支丹史」を出版した。
現在、東京・調布市のサレジオ神学院敷地内にある、遠藤周作『沈黙』の主人公のモデルとなったイタリア人神父ジュゼッペ・キアラの墓碑は、1943年、東京・雑司ヶ谷霊園でキリシタン研究家であったタシナリが発見した。この墓碑を譲り受けたいと願い、2か月の間、毎日曜日に墓碑に花を捧げて祈り続けたという。そして、その姿に納得した墓碑所有者から、墓碑が贈呈された。同年6月3日、神学生と共にリヤカー2台に墓碑を乗せて、当時、東京・練馬にあったサレジオ神学院に運んだ。

## 著作
- 『殉教者シドッティ』 初版：1941年
- 『初代日本切支丹史』 1946年
- 『チマッティ神父と歩んだ日々』 2001年
- 『多志成　語り伝え』 2006年
- 『殉教者シドッティ 新井白石とキリシタン屋敷-研究と戯曲-』 改訂版・復刊：2012年